# Eric Anthony Sykes
Eric Anthony Sykes, född Eric Anthony Schwabe 5 februari 1883 i Barton-on-Irwell i Greater Manchester, död 12 maj 1945 i Bexhill-on-Sea i East Sussex, var en av de två förgrundsfigurerna inom Special Operations Executive (SOE), föregångaren till brittiska Special Air Service (SAS).
Sykes arbetade 1907-1940 i Shanghai, först för handelsbolaget Reiss & Co fram till 1923, sedan för China & Japan Trading Co fram till 1928. Under denna tid blev han generalagent i Kina för vapentillverkarna Remington och Colt. 1929 övergick Sykes till S.J. David & Co hos vilka han arbetade fram till sin avresa från Kina. 1919 träffade han William Ewart Fairbairn, 1:e kriminalinspektör i Shanghai Municipal Police, SMP. 1926 anslöt Sykes sig till SMP som reservofficer. 1937 arbetade han på halvtid för S.J. David & Co och resten av tiden för SMP där han var chef för prickskytteenheten. Snart blev han och Fairbairn värvade till den brittiska underrättelsetjänsten Secret Intelligence Service, SIS. I juli 1939 började Sykes som instruktör med kaptens rang vid SIS träningsläger (Special Training Centre, STC) i Lochailort i Skottland.